# Mindaugas
Mindaugas (tiếng Đức: Myndowen, tiếng Latinh: Mindowe, tiếng Slav Đông cổ: Мендог, tiếng Belarus: Міндоўг, (1203 - 1263) là người đầu tiên được biết đến như là Đại công tước Litva và Vua của Litva. Ít được biết về nguồn gốc, thời thơ ấu, hoặc quyền lực; ông được đề cập trong một hiệp ước năm 1219 với tư cách là một ông già, và năm 1236 là người lãnh đạo của tất cả người dân Litva. Các nguồn hiện đại và hiện đại thảo luận về sự gia tăng của ông đề cập đến các cuộc hôn nhân chiến lược cùng với trục xuất hoặc giết các đối thủ của ông. Ông mở rộng lãnh thổ của mình vào các khu vực phía đông nam của Litva trong những năm 1230-1250. Vào năm 1250 hay năm 1251, trong khi đang đấu đá quyền lực nội bộ, ông được rửa tội như một người Công giáo La Mã; hành động này cho phép ông thiết lập một liên minh với Dòng tu Livonia, một dòng tu bất đồng chính kiến bướng bỉnh. Vào mùa hè năm 1253, ông được trao vương miện Vua của Litva, cai trị từ 300.000 đến 400.000 dân.
Trong khi mười năm trị vì của ông được đánh dấu bởi những thành tựu xây dựng nhà nước khác nhau, những xung đột của Mindaugas với họ hàng và những tên Dukes khác tiếp tục, và Samogitia (phía Tây Litva) đã chống lại luật lệ của liên minh. Lợi ích của ông ở phía đông nam đã bị thách thức bởi tộc Tatar. Ông đã phá vỡ hòa bình với Dòng Livonia năm 1261, có thể từ bỏ Kitô giáo, và bị ám sát năm 1263 bởi cháu trai của ông Treniota và một đối thủ khác là Công tước Daumantas. Ba người kế nhiệm ngay lập tức cũng bị ám sát. Sự rối loạn này đã không được giải quyết cho đến khi Traidenis trở thành Đại công tước vào 1270.
Mặc dù danh tiếng của ông đã được phai mờ trong những thế kỷ sau và con cháu của ông không đuọc chú ý, ông đã được bàn luân trong thế kỷ 19 và 20. Mindaugas là vua duy nhất của Litva, trong khi hầu hết các công tước của Litva từ Jogaila trở lên cũng được cai trị như là Vua của Ba Lan, các danh hiệu vẫn riêng biệt. Bây giờ nhìn chung được coi là người sáng lập của nhà nước Litva, ông cũng cố để ngăn chặn sự lớn mạnh của các Tatar về phía biển Baltic, kêu gọi các nước xung quanh công nhận Litva, và chuyển nó về nền văn minh phương Tây. Trong những năm 1990, nhà sử học Edvardas Gudavičius đã công bố ngày đăng quang chính xác của Mindaugas - ngày 6 tháng 7 năm 1253. Ngày nay là ngày lễ chính thức của quốc gia, Ngày Quốc gia.

## Xuất thân

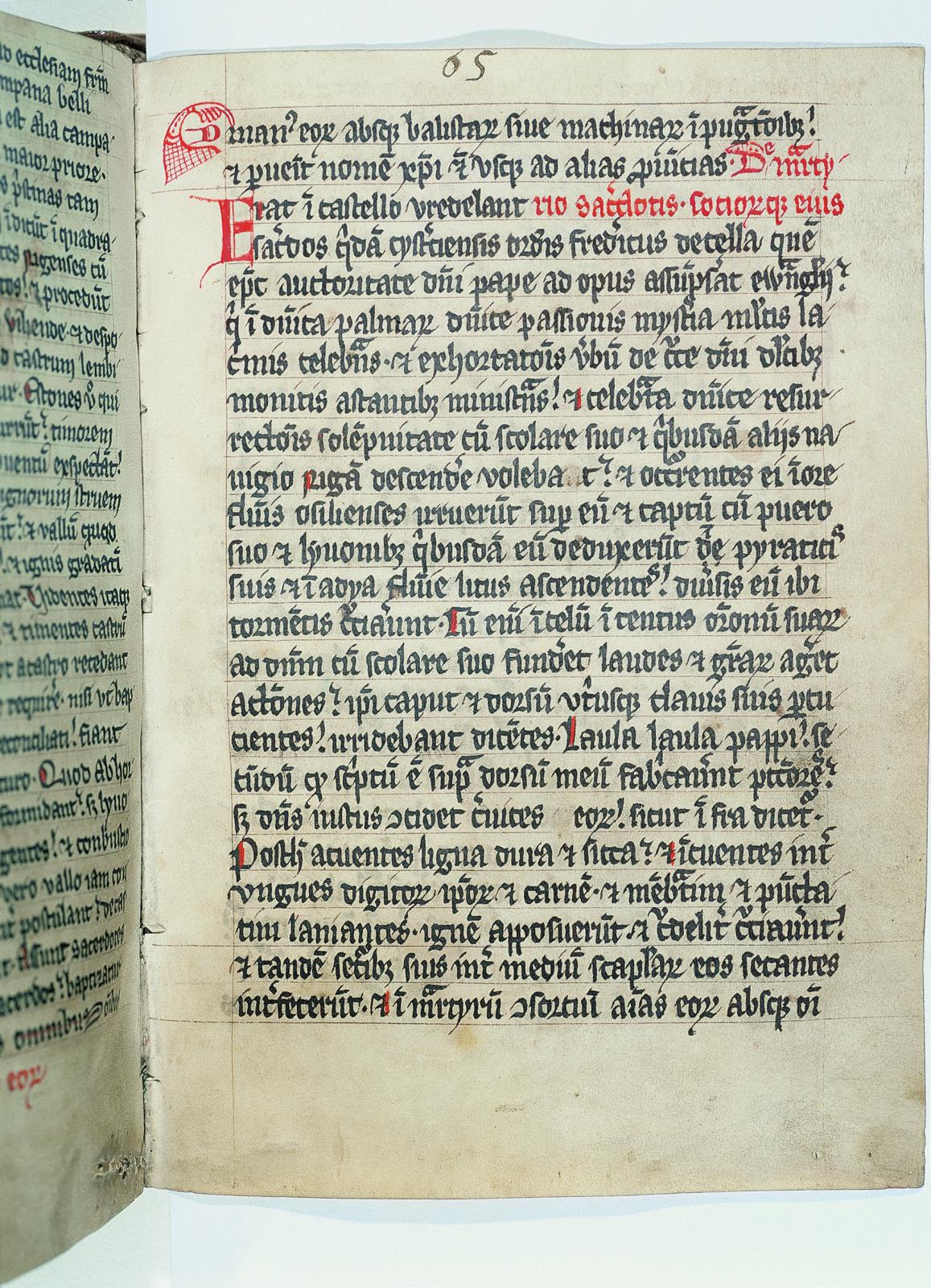
Старонка Хронікі Лівоніі.XIII ст.

Theo các nguồn tin đáng tin cậy, nguồn gốc xuất thân của Mindaugas chưa được rõ ràng. Livonian (1290) viết rằng Mindaugas cha là một "vị vua vĩ đại"(König gros). Nhà sử học B. L. Nosevich coi ông có thể có cha là Công tước Litva Mindaugas Daugerute, mà đã nhiều lần đề cập trong (. XIII c) «Chronicle of Livonia».
Nguồn gốc huyền thoại của s Mindaugas mô tả khác nhau. Pedigree với Voskresensky, Mindaugas là hậu duệ của hoàng tử Polotsk Izyaslavich (Rogvolodovichey) (Thế kỷ XVI.), Và cha ông là một Mavkold Rostislavich. Theo một trong những huyền thoại, Mindaugas có nguồn gốc từ các thần La Mã cổ đại của Palyamonavichy, những người đã đến với tôn giáo sau khi Arian ly giáo để Kitô giáo trên bờ Baltic . Trong "Bychowiec Chronicle" (. XVI c) Cha Mindaugas tên Ryngold, một huyền thoại Litva cho rằng đó là hoàng tử Palyamonavichav.

## Lý lịch

### Triều đại trong đất Litva
Mindaugas đầu tiên đề cập trong Galicia-Volyn biên niên vào cuối năm 1219. dưới cái tên Midog cùng với anh trai Davsprunk thứ tư trong số năm hoàng tử Litva cao cấp, người cùng với 16 hoàng tử Litva khác - Hoàng tử Zhamoytskie, Hoàng tử Dyavoltskiya, Rhode Rushkavichav và Bulevichami - làm hòa với hoàng tử Galitska-Valynskimi Daniel R. và Romanovich:
| “ | Бж҃иимъ повелениемь. прислаша кнѧзи Литовьскии. к великои кнѧгини Романовѣ. и Данилови и Василкови. миръ дающе бѧхоу же имена Литовьскихъ кнѧзеи се старѣшеи. Живинъбоудъ. Давъѧтъ. Довъспроункъ. братъ его Мидогъ.. | ” |

### Đầu triều đại

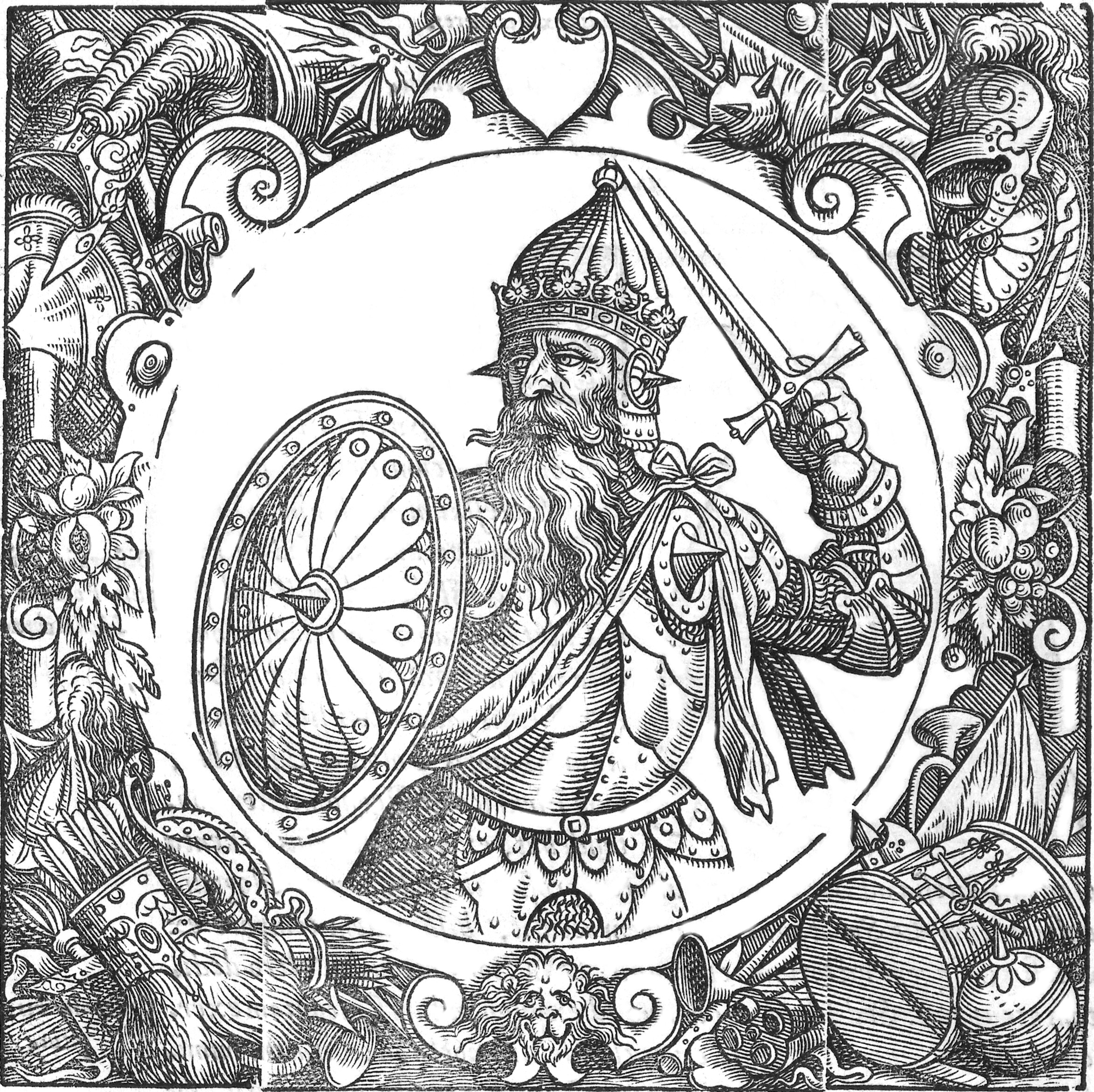
Мindaugas.Chân dung, khắc và sách Alexander Guagnini «Mô tả Sarmatia của châu Âu », 1578.

Mindaugas nhanh chóng tạo ra được ảnh hưởng và dẫn đến việc hình thành Đại công quốc Lietuva. Sau đó mối quan hệ Mindaugas với Danylo trở nên không tốt và thù địch với nhau.
Ban đầu, lãnh thổ quốc gia bao gồm các vùng đất Slav ở Thượng Ponemon (với các thành phố Novogrudok, Kiev, Grodno, Slonim) và các vùng đất Baltic giữa sông Vilia (mà sau này thành lập Vilnius).
Biên niên sử Gustynsky II (thế kỷ 17) chép rằng Mindaugas rửa tội theo Chính thống giáo năm 1246 như thông tin trong các nguồn trước đó. Ngược lại, theo biên niên sử Galicia-Volyn, Mindaugas vẫn theo ngoại giáo trước khi rửa tội Công giáo.

### Chiến tranh 1249—1254

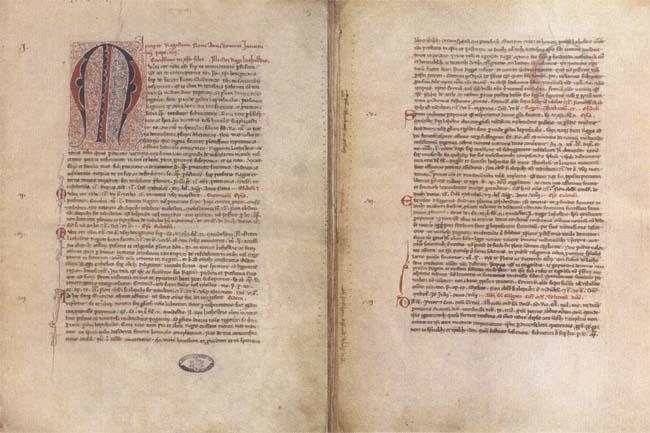
Đức Giáo hoàng Innocent IV làm lễ rửa tội và đăng quang cho Mindaugas.1251.

Vào cuối năm 1248 Mindaugas bị bắt ở đất của Lithuania bởi cháu trai của mình: Tovtivil Davsprunkavicha và Edivid Davsprunkavich - vì từ lâu mối thù của họ với ông. Tovtivil Edivid trốn sang Danilo, có vợ là chị họ. Bằng cách nổi loạn và Tovtivil Edivida tham gia zhamoytsky Hoàng tử Vykint, Daniel Romanovich, Huân Livonian và Riga tổng giáo. Mùa đông 1249 - 1250  Daniel đi đến chiến tranh chống lại Mindaugas ở Novgorodka. Tovtivil sử dụng Daniel chiến đấu với Mindaugas toàn bộ năm 1250 .

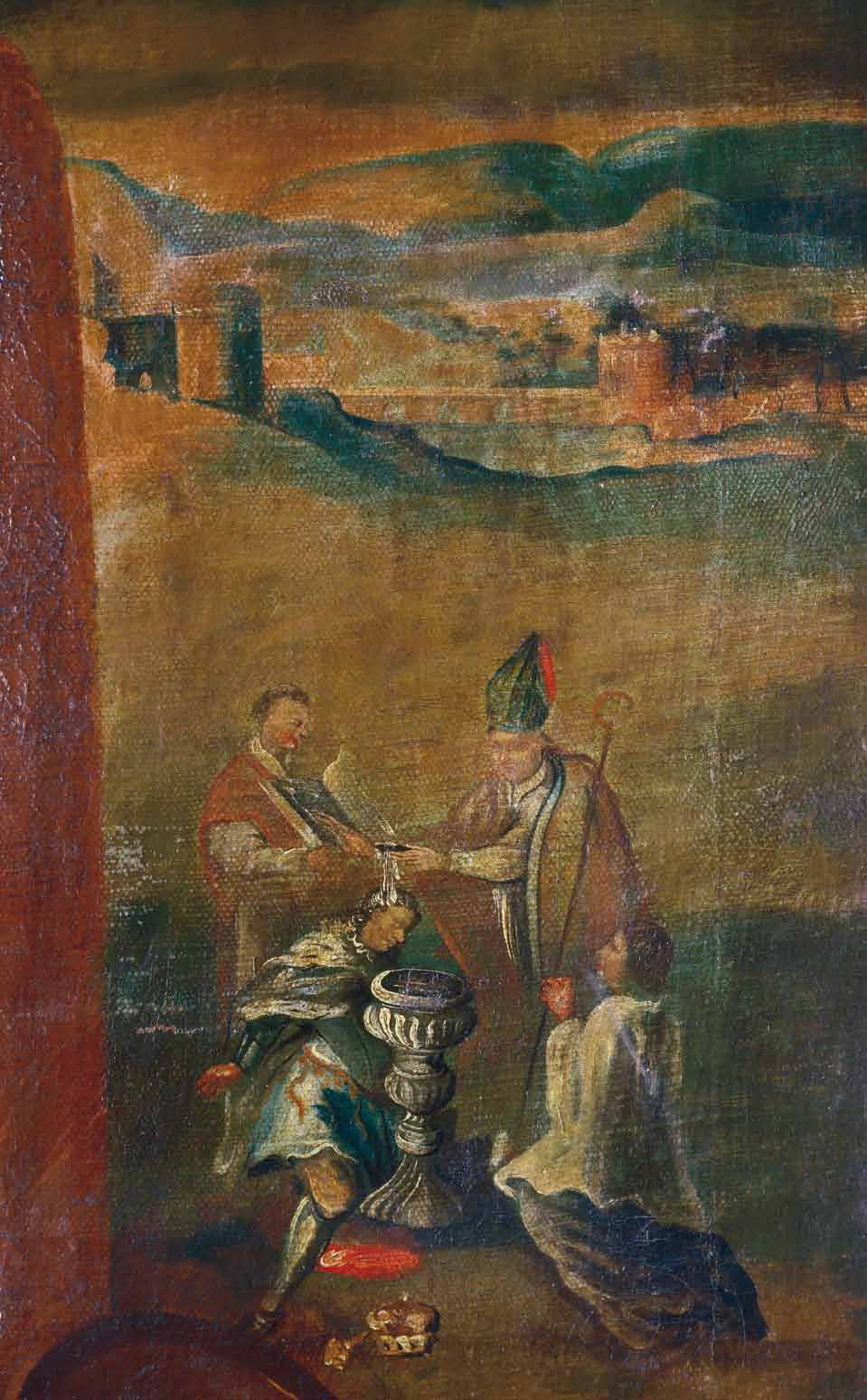
Các Bí Tích Rửa Tội của Mindaugas. Mảnh của bức tranh "may mắn Wit" (trong đó cho thấy Đức Giám mục Vitus) của họa sĩ vô danh của thế kỷ XVII.

Để tiêu diệt liên minh nguy hiểm này, Mindaugas và vợ của ông ngay từ đầu đã chấp nhận Công giáo vào năm 1251, và đã có sự giúp đỡ của các hiệp sĩ của dòng Livonia, Mindaugas đi đến chiến tranh với cháu trai của mình. Ông đi đến lâu đài Zhamoyt Tsveramet, thuộc sở hữu Vykintu - chú và đồng minh Tovtivil và Edivida. Ở Tsveramet ông đã không thể thực hiện tốt trong một cuộc chiến, ông bị thương ở đùi, và rút lui vào Samogitia ở Lithuania. Tovtivil theo đuổi ông, và Mindaugas đóng cửa từ việc theo đuổi trong lâu đài Varuta . Mindaugas gửi từ lâu đài chống lại anh trai-Tovtivil - Hoàng tử Lengvenis, sau khi đụng độ Tovtivil lùi lại và yêu cầu sự giúp đỡ từ Danilo.
Mùa đông 1251 - 1252  Daniel đã gửi một đội quân lớn đó là tàn phá tất cả các tài sản của vua Mindaugas. Mặc dù Mindaugas gửi để đáp ứng sự kêu gọi viện trợ của con trai ông (có thể là Voishelk) để chiến đấu ở khu vực lân cận của Turiysk, nhưng đã buộc phải đàm phán. Tovtivil đến Daniel, rõ ràng để đảm bảo không để làm cho hòa bình. Cho dù điều kiện của Mindaugas đề xuất, đã không hài lòng với Daniel, hoặc lập luận Tovtivil đã thuyết phục, và trong năm 1252  Daniel với một đội quân lớn lại đi ngược lại Mindaugas đến Novogrudok.

## Lễ lên ngôi

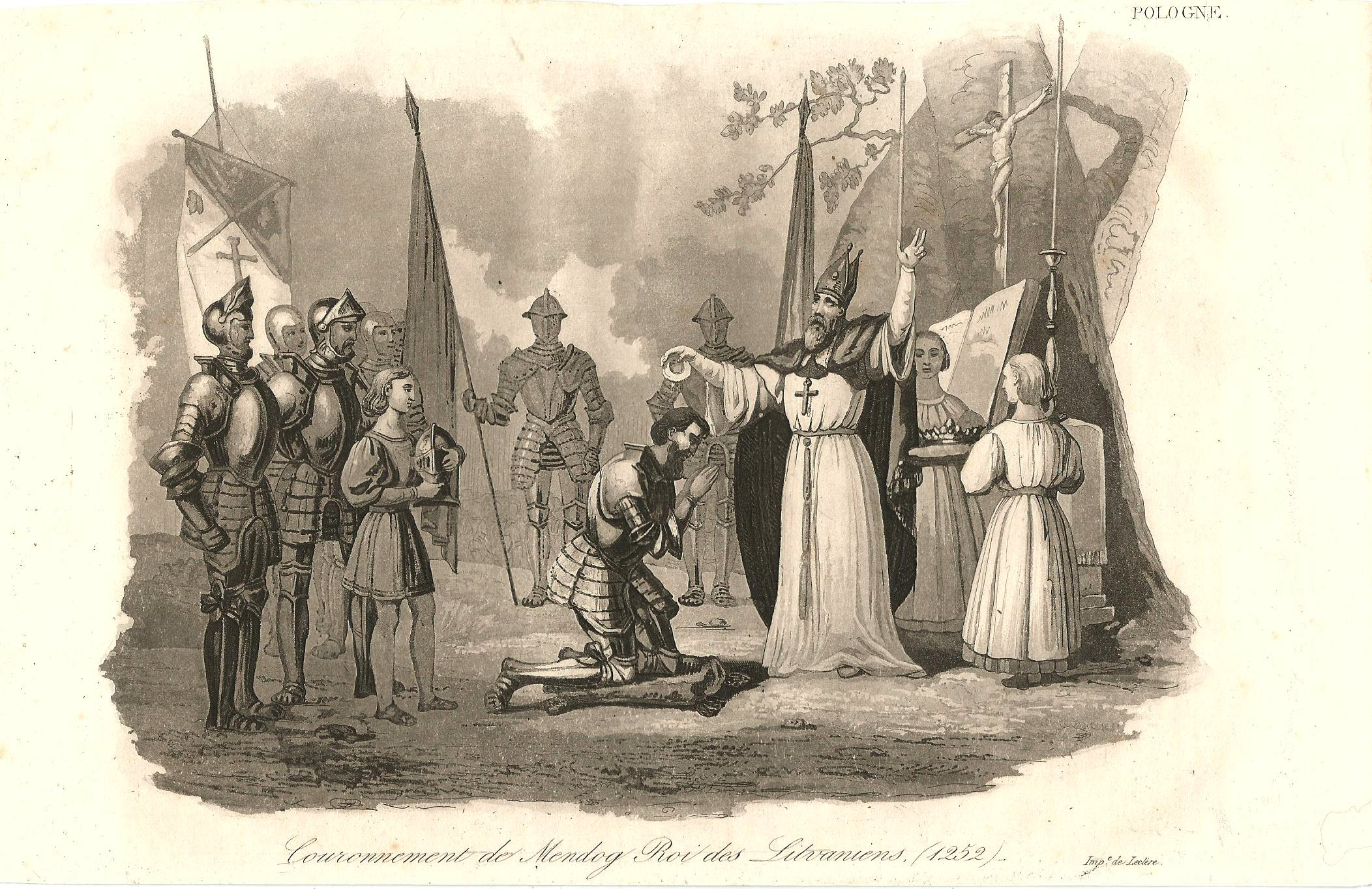
Lễ đăng quang của Mindaugas.Khắc từ cuốn sách của L.Hodzki"Polonia" 1824.

Ngày 06 Tháng Bảy năm 1253, ngày Thánh Phaolo Tông Đồ(hoặc 29 tháng 7), thay mặt cho Giáo hoàng Innocent IV, Mindaugas và vợ tháng của vợ Mindaugas đã được trao vương miện là nhà vua và hoàng hậu của Litva. Có lẽ lễ đăng quang diễn ra tại Navahrudak. Đầu tiên theo nghiên cứu lịch sử ON M. Stryjkovsky (. Thế kỷ XVI) Nơi đăng quang đầu tiên là Kernave] bây giờ là] huyện Širvintos,Vilnius, Litva:
Bản mẫu:Пачатак цытаты
Sau đó, ngài đã được rửa tội, tên là Mendolf
Trên vương quốc Litva đăng quang
Trong Kernave với sự cho phép của Giáo hoàng và Tsesarskaga 
Hưng Đạo diệt quân Nguyên trên sóng Bạch Đằng
(Ганец цноты –)
Vì vậy, nó sẽ với Giáo hoàng
Trong Kernave và vua Litva đã được công nhận
Nhưng sau đó trong công việc chính của mình - "Chronicle của Ba Lan, Lithuania, Samogitya và Toàn nước Nga" - M. Stryjkovsky thay đổi suy nghĩ của mình và nói rằng lễ đăng quang diễn ra tại Navahrudak:
```
Trích Bắt đầu
```

"... Gayndryha, đã đến Lithuania với Novogrudka Đức Tổng Giám mục của Riga và Crusaders Phổ và Mindaugas Livonian hoặc Myandoka đến vương quốc của Lithuania vào nhà thờ lễ bình thường xức dầu...» 
```
End quote
```

```
Mendovgu được phép rút khỏi chiến tranh, mặc dù ông đã buộc phải tạm thời cung cấp cho các Crusaders một phần của Samogitia, và con Daniel - Novogrudok. Trong 
1254
 
[
6
]
 con trai của Mindaugas - Voishelk - làm cho hòa bình với Danilo, mang đến cho em gái mình cho con trai của mình 
Shvarna
 và vượt qua thành phố Novogrudok, 
Thành phố Dnepropetrovsk
 và 
Thành phố Slonim
 khác để con trai ông - 
Danilovich
.
```